# Plectoderoides ulysses
Plectoderoides ulysses är en insektsart som beskrevs av Ronald Gordon Fennah 1949. Plectoderoides ulysses ingår i släktet Plectoderoides och familjen vedstritar. Inga underarter finns listade i Catalogue of Life.